# Gordos Árpád
Gordos Árpád István Nyírmada, 1948. április 2. –) magyar közgazdász, diplomata, európai uniós szakértő. 

## Életútja
Szülei pedagógusok: Gordos Károly (1917–1979) és Aranyi Mária (1921–2006).
1966-ban a budapesti Kölcsey Ferenc Gimnáziumban érettségizett. Katonai szolgálat 1966-67, Hódmezővásárhely. Okleveles közgazda képesítést nyert 1971-ben a Marx Károly Közgazdaságtudományi Egyetemen, külkereskedelmi szakon.
1971-1995 között a Külkereskedelmi Minisztérium dolgozója. 1981-ig a Deviza-, Pénzügyi és Árfőosztályon árfolyam politikával, kivitelt és beruházást finanszírozó nemzetközi hitel megállapodásokkal foglalkozott. 1981-86 között kereskedelmi titkár Párizsban. 1986-87 között feladata hazánk és a BENELUX országok, továbbá Svájccal fenntartott kapcsolatok ápolása. 1988-91 között az un. Fejlődő országokkal foglalkozó főosztály helyettes vezetője, kiemelt feladata a lejárt magyar kormányhitel követelések behajtása, és Afrika.
1992-ben alapító tagja Magyarország EK, EU csatlakozási felkészülésével, a csatlakozási tárgyalásokkal foglalkozó Európa Ügyi Hivatalnak, melyet 1996-ben a Külügyminisztériumba helyeznek át. Több vitás kereskedelempolitikai tárgyalást folytat állategészségügyi, húsexport korlátozási ügyekben sikerrel, Ausztriával, illetve a Visegrádi együttműködés országaival.
Tagja a magyar – EU csatlakozási tárgyalási csapatnak; így elnököli magyar oldalról a magyar-EU belső piaci, TREN (közlekedés, környezetvédelem, energia, atomenergia), Innováció (kultúra, oktatás..) albizottsági tárgyalásokat, mely ágazatokban a hazai csatlakozási felkészülést – a szaktárcákkal, országos hatáskörű szervezetekkel együttműködve – ösztönző, összehangoló KÜM EU főosztályokat irányítja.
2002-2003 között már az alkotmányozó szerződést döntően kidolgozó konventben képviselt magyar álláspontért felelős főosztályt vezeti. 2004-06 között szakmai főtanácsadó a MEH Integrációs Államtitkárságán, majd ismét a Külügyminisztériumban. Kezdeményezője a nemzeti kisebbség védelmét célzó jogalap EU alkotmányos szerződésbe iktatásának, mely a Lisszaboni Szerződés 2. cikkében rögzült. Az un. státusz törvény első tervezetének alkotója, mely EU jogi normákkal összhangban, első változatban is, kedvezmény törvény alapvetésű.   
2007-08-ban rendkívüli követ és meghatalmazott miniszterként Svájcban, Bernben diplomata, amikor oroszlánrészt vállal a hivatalos államfői találkozó (P. Couchepin – Sólyom L.) előkészítésében, lebonyolításában. 2008 végén – saját kérésre – hazatér.
2009-10 között az EU Duna folyó (medence) stratégia KÜM koordinátora, nemzeti kontaktpont. Az EU-nak benyújtott magyar kormányzati Duna koncepció EU-, külpolitikai része alkotója. A budapesti Duna-csúcstalálkozó egyik motorja, az elfogadott „Budapesti Nyilatkozat” szerzője.  
2010-14 között az EU Államtitkárságon, 2015-18 között a Magyarország Szomszédság-politikájáért Felelős Miniszteri Biztos mellett főtanácsadó. 
Kezdeményezője alaptörvényünk Alapvetés D. pontjának a svájci szövetségi alkotmány külföldi svájciakról szóló 40. cikke egyes részeit követő gazdagításának. („La Confédération contribue à renforcer les liens qui unissent les Suisses et les Suissesses de l'étranger entre eux et à la Suisse. Elle peut soutenir les organisations qui poursuivent cet objectif.”)

### Posztgraduális képzés
1973-ban, Genfben elvégezte – franciául – a GATT féléves kereskedelem politikai képzését, oklevél. Egyetemi doktori címet 1974-ben nyerte el, a „véd-záradékok a nemzetközi kereskedelemben” tárgyban írt disszertációt. Számos rövid idejű, EU tárgyú, illetve export hitelezési-, biztosítási témájú továbbképzésben vett részt- frankofón szervezeti keretben; illetve Oxfordban, Washingtonban, Bruxelles-ben, Dublinban. Közigazgatási szakmai, továbbá konzuli jogi szakvizsgákat tett.

### Oktatói, előadói tevékenység
Szemeszteri kurzusokat adott az EU belső piaca, alkotmányos szerződése, a nemzetközi kereskedelem politika tárgyköreiben – magyar, angol, francia nyelven – a PPKE-n, az ELTE-n, a Corvinus közgazdaság-tudományi egyetemen, a Mathias Corvinus Collegiumban. Óraadó több más egyetemen, főiskolán. Felkért előadója, szakértői vélemény adója volt – többek között – az EU Phare-nak, a francia ENA-nak, az OECD-nek, az Egyesült Királyság Parlamentje House of Lords EU Select committee-nak. Előadott nemzetközi és hazai konferenciákon, többek között: Brüsszel, Bukarest, Caen, Csíkszereda, London, Madrid, Milano, Oslo, Pozsony, Prága, San Remo városokban.

### Elismerések
Több miniszteri elismerést követően, 2018-ban a Magyar Érdemrend tisztikeresztje – polgári tagozat- díjban részesült; Magyarország európai uniós csatlakozásának előkészítésében, valamint a magyar nemzetpolitika hatékony európai képviseletében vállalt szerepe elismeréseként (KEH/03368-2/2018.)

## Díjai, elismerései
- A Magyar Érdemrend tisztikeresztje (2018, polgári tagozat)

## Könyvek, cikkek
- A magyar jojó Európában – alapkérdések, belső piac, távlatok – 235 o.; Savaria University Press , Szombathely 2002; 2005 ISBN 963-9438-07-3
- Gordos Árpád- Ódor Bálint: Az európai alkotmányos szerződés születése – 422 o., hvg-orac 2004
- 20 éve az Európai Unióban – 140 o. Antológia Kiadó, Lakitelek, 2023 – ISBN 9789636190248
- Reflections on the European Union – Hungarian Review, March 2024 – ISSN 2062-2031

ISBN 963 9404 93 4
- A nemzeti kisebbségi ügy helyzete, időszerű kérdései Európában – tanulmány – 53 oldal – Kárpát-haza Szemle 4. Szám 2014
- L’unité et la diversité de l’Europe – Les droits des minorités – Les exemples belge et hongrois  – Bruylant, ISBN 2-8027-1763-4
- Az Európai Unió kibővítése a 2004. május 1-i csatlakozás hatásainak fényében – Magyar Kisebbség – Kolozsvár, 2004/3
- Az Európai Unió belső piaca – A magyar jog közelítés néhány kérdése – Az Európai Unió belső piaca és Magyarország – Európa Füzetek ITD-H 1995
- Identity, culture, security, prosperity in Europe to be re-unified, La Musa 2003/4. ISSN 15792803 www.uclm.es/lamusa
- Az Európai Unió önazonossága – az európai értékek – Confessio 2010/4.
- A Duna makrorégió az Európai Unió térképén – Pro Minoritate 2011. Nyár
- Kisebbségek és nemzeti közösségek: A külhoni magyarság jogvédelmének hagyományos és új útjai – felkért hozzászólás – Nemzetstratégiai Akadémia 1. Konferenciakötete 2014 –Kárpát-haza Szemle 4. szám
- Perben, haragban, Luxemburgban – polgárok kezdeményezései a nemzeti kisebbségi jogokért – Pro Minoritate 2014 Ösz
- Jogalkotói szándékok az európai térben és az EU-ban a nemzeti kisebbségek védelmére – Európai Jog 2014 december
- Á. Gordos – B. Ódor: Beyond the basic phase of the IGC on the EU Constitution – views from Hungary – CEPRS 2004 Spring
- Gordos Árpád – Ódor Bálint: Törökország csatlakozása az Európai Unióhoz, avagy hol vannak az Unió határai? Európai Tükör – 2004/7
- A kis és közepes államok fellépése az európai alkotmányozás folyamatában – Európai Tükör – 2005/2

## Egyéb
- A Magyar Közgazdasági Társaság Külgazdasági Szakosztálya titkára, elnökségi tagja, 1975-79 között.
- A Francia Kockázat Elemzők Társaságának külső tagja, 1983-86.
- Állami Vagyonügynökség kulturális portfolió manager-e 1995, három hónap
- A Nemzeti Tankönyvkiadó, Állami Nyomda igazgatósági tagja – hivatalból 1995-97
- A Külgazdasági Értesítő és a Külkereskedelmi Tájékoztató volt szerkesztője
- Az ITDH – Európai Füzetek sorozat szerkesztője – 1995-99. A sorozatban megjelent:
- Az Európai Unió belső piaca és Magyarország
- Az EK versenyjoga
- Az Európai Unió közlekedési rendszere
- Élelmiszerminőségi előírások az Európai Unióban
- Közbeszerzés az Európai Unióban
- Európai technikai jogharmonizáció a gépiparban
- Spanyol tapasztalatok az EK csatlakozás előkészítésében
- Az egységes piac és a holnap Európája
- Partnerünk Európa
- Kulcs Európához